# Шимон, Мирча
Мирча Шимон (рум. Mircea Şimon; 22 января 1954, Бухарест) — румынский боксёр тяжёлой весовой категории, в 1970-е годы выступал за сборную Румынии. Серебряный призёр летних Олимпийских игр в Монреале, обладатель двух бронзовых медалей чемпионата Европы, победитель многих международных турниров и национальных первенств. В период 1978—1979 боксировал на профессиональном уровне, но без особых достижений.

## Биография
Мирча Шимон родился 22 января 1954 года в Бухаресте. Активно заниматься боксом начал в возрасте двенадцать лет, с раннего детства проходил подготовку в бухарестском спортивном обществе «Динамо». Первого серьёзного успеха на ринге добился в 1974 году, когда в полутяжёлом весе стал чемпионом Румынии среди любителей. Год спустя в тяжёлой весовой категории завоевал бронзовую медаль на чемпионате Европы в Катовице, сумев дойти до стадии полуфиналов. Благодаря череде удачных выступлений удостоился права защищать честь страны на летних Олимпийских играх 1976 года в Монреале, где последовательно победил ямайского канадца Тревора Бербика, болгарина Атанаса Сапунджиева и представителя Бермудских островов Кларенса Хилла. В решающем финальном матче Шимон встретился с титулованным кубинским боксёром Теофило Стивенсоном и проиграл ему техническим нокаутом — за 16 секунд до конца третьего раунда тренер выбросил полотенце.
Получив серебряную олимпийскую медаль, Шимон продолжил выходить на ринг, участвуя в крупнейших международных турнирах. В 1977 году в третий раз завоевал титул чемпиона Румынии и взял бронзу на европейском первенстве в Галле, где уступил лишь советскому боксёру Евгению Горсткову. На международном турнире в США Мирча Шимон без разрешения начальства покинул расположение национальной команды и попросил убежища в Америке, желая выступать в профессиональном боксе.
Профессиональный дебют Шимона состоялся в марте 1978 года, своего первого соперника американца Рокки Джонса он победил единогласным решением судей после шести раундов. Поселившись в Лос-Анджелесе, в течение последующего года провёл множество успешных поединков, из тринадцати матчей лишь в одном случае судьи зафиксировали ничью (в бою с Эдди Лопесом, боксёром, который известен по съёмкам в фильме «Рокки 2»). Первое поражение Шимон потерпел в сентябре 1979 года от американца Лероя Колдвелла, после чего принял решение завершить карьеру спортсмена. Всего в профессиональном боксе провёл 14 боёв, из них 12 окончил победой (в том числе 10 досрочно), один раз проиграл. После возвращения на родину с 2007 года работает в Румынской федерации бокса.